# Phyllachora didyma
Phyllachora didyma är en svampart som beskrevs av Niessl 1876. Phyllachora didyma ingår i släktet Phyllachora och familjen Phyllachoraceae.   Inga underarter finns listade i Catalogue of Life.